# Караузяк
Караузяк (кар. Qarawoʻzyek; узб. Қораўзак, Qoraoʻzak) — селище в Узбекистані, центр Караузяцького району Каракалпакстану.
Населення 10 656 мешканців (перепис 1989).
Розташоване на каналі Ішимозек (Єсім) у дельті Амудар'ї, за 29 км на схід від залізничної станції Чимбай.